# 橋本慧悟
橋本 慧悟（はしもと けいご、1988年12月3日 - ）は、日本の政治家。立憲民主党所属の衆議院議員（1期）。元兵庫県議会議員（会派無所属）（1期）。

## 来歴
1988年12月3日、兵庫県小野市に生まれる。慶応義塾大学商学部を卒業。兵庫県小野市の職員（地方公務員）として勤務する。
2023年4月9日執行の兵庫県議会議員選挙に、当時明石市長だった泉房穂が結成した政治団体「明石市民の会」の推薦候補として、明石市選挙区から無所属で立候補し初当選。
2024年10月27日執行の第50回衆議院議員総選挙に、立憲民主党公認で兵庫9区から重複立候補。選挙区では、政治とカネの問題で自民党から党員資格停止処分を受けた無所属前職の西村康稔に敗れたが、明石市においては前職より多くの得票を得て、比例近畿ブロックで復活当選を果たした。

## 選挙歴
| 当落 | 選挙                     | 執行日         | 年齢 | 選挙区       | 政党       | 得票数    | 得票率 | 定数 | 得票順位 /候補者数 | 政党内比例順位 /政党当選者数 |
| ---- | ------------------------ | -------------- | ---- | ------------ | ---------- | --------- | ------ | ---- | ------------------ | ---------------------------- |
| 当   | 2023年兵庫県議会議員選挙 | 2023年4月9日   | 34   | 明石市選挙区 | 無所属     | 3万2060票 | 31.52% | 4    | 1/7                | /                            |
| 比当 | 第50回衆議院議員総選挙   | 2024年10月27日 | 35   | 兵庫県第9区  | 立憲民主党 | 7万738票  | 36.35% | 1    | 2/4                | 2/4                          |